# Ducerf-Scavini
 (mars 2019).
Si vous disposez d'ouvrages ou d'articles de référence ou si vous connaissez des sites web de qualité traitant du thème abordé ici, merci de compléter l'article en donnant les références utiles à sa vérifiabilité et en les liant à la section « Notes et références ».
Pour le tailleur français, voir Julien Scavini.
Ducerf-Scavini, était une marque de chaussure française disparue en 1936. Elle fut installée aux 8, rue Anjou puis au 21, rue Cambon à Paris et spécialisée dans la chaussure de luxe, fournisseur d'une élite fortunée.

## Historique
Jean-Baptiste Scavini de son nom d'état civil Jean-Baptiste Pascal François Scavini, est un bottier italien naturalisé Français en 1887, né à Ravenne (Émilie-Romagne) en 1837 et mort à Étretat en 1914.
L'histoire de cette marque se confond avec celle de deux familles, les Scavini, initiateurs, et les Ducerf, repreneurs. Initialement, Jean-Baptiste Scavini, originaire de Carciano (au bord du lac Majeur, en Italie) s'expatrie en France, à Étretat en Normandie. Cette station balnéaire huppée lui fournit la clientèle nécessaire à l'établissement d'un petit atelier de bottier. La renommée grandissant, il s'associe avec son beau-fils, mari de Jeanne Scavini épouse Ducerf, et crée une succursale à Paris. Le fils de Jeanne, André Ducerf, maintient l'affaire artisanale jusqu'en 1936 et son rachat par Perugia. L'entreprise fut Médaille d'Or de l'Exposition internationale des Arts décoratifs et industriels modernes en 1925.